# ريغن
رغن (بالألمانية: Regen) هي place with town rights and privileges، district capital و بلدة ألمانية تقع في ألمانيا في ريغن.

## المدن التوأمة
مدن ألبريشت ولهلم روث، اشوغه و Mirebeau هي مدن توأمة لـرغن.